# Manifestación

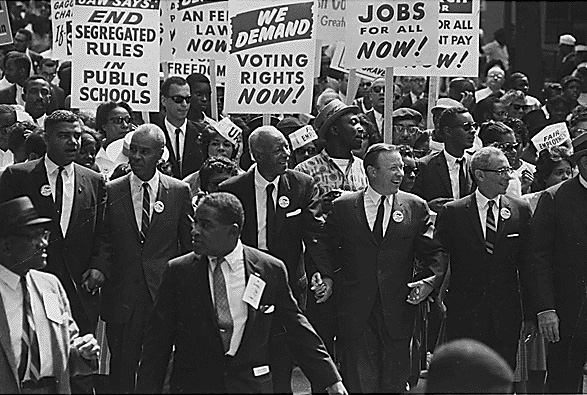
Marcha en Washington por los Derechos Civiles en Estados Unidos, 28 de agosto de 1963.

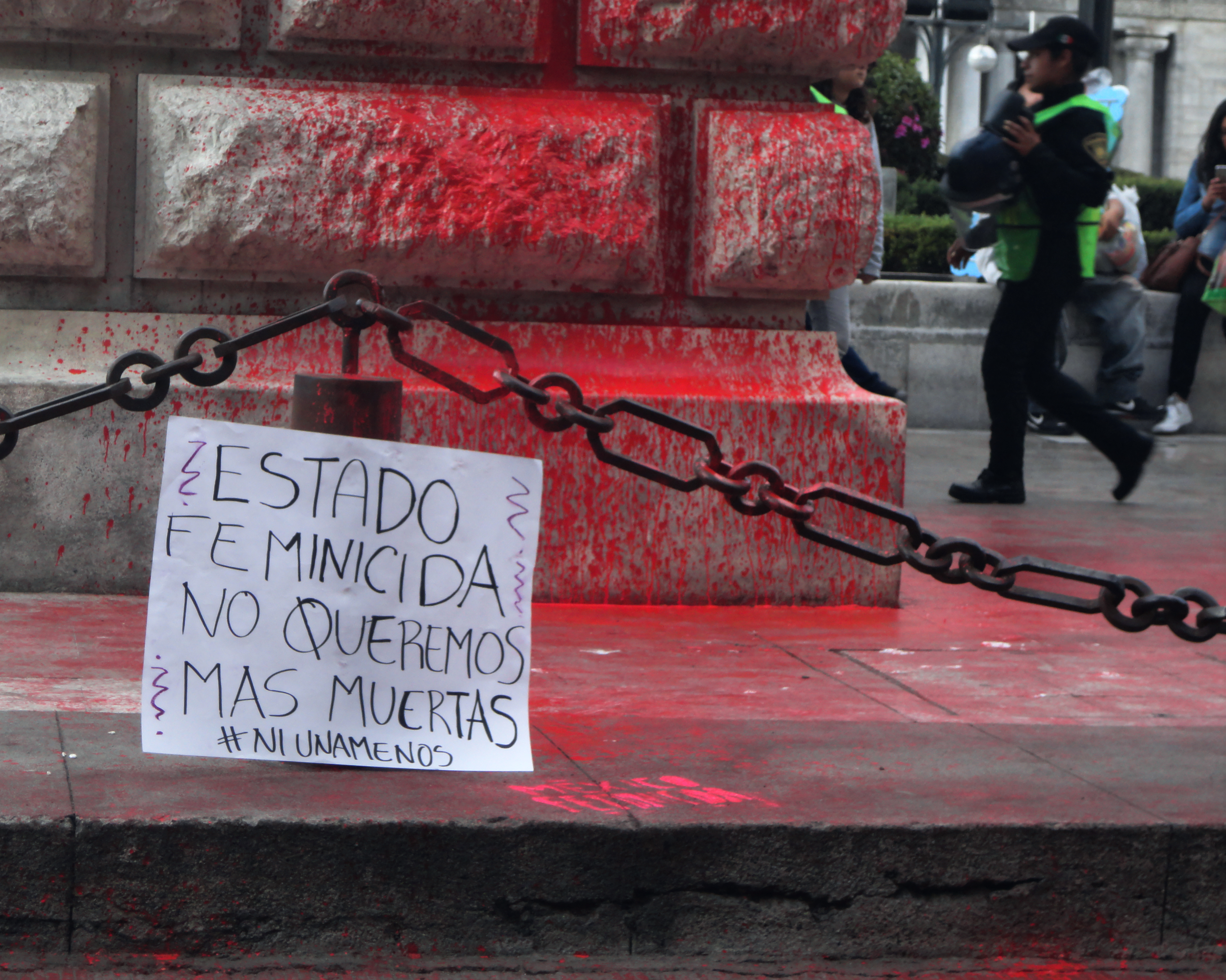
Protesta en contra de la violencia contra la mujer en México.

Una manifestación, protesta o marcha es la exhibición pública de la opinión de un grupo activista (económica, política o social), mediante una congregación en las calles, a menudo en un lugar o una fecha simbólicos y asociados con esa opinión. El propósito de una manifestación es mostrar que una parte significativa de la población está a favor o en contra de una determinada política, persona, ley, etc. El éxito de una manifestación suele ser considerado mayor cuanta más gente participa. En algunas manifestaciones se producen disturbios y violencia contra objetos (como los coches), establecimientos, peatones o la policía, o incluso contra los mismos manifestantes. Generalmente, otros mecanismos de protesta como las huelgas (especialmente las huelgas generales) van acompañados de manifestaciones.

## Recuento de manifestantes
Hay varias formas de contar el número de personas que asisten una manifestación:
- Contar el número de individuos que pasan por un punto determinado en un minuto y multiplicar la cifra por los minutos que dura la manifestación.[2]
- Multiplicar los metros cuadrados que ocupa la marcha por un número determinado de manifestantes. En la zona central este número suele ser 1,5. Si se dispone de fotografías de alta resolución desde el aire, esta técnica es más precisa, pues se puede determinar mejor la aglomeración.[3]
- Con un programa informático adecuado, los manifestantes pueden contarse uno a uno en las fotos aéreas.[4]

## Razones para protestar

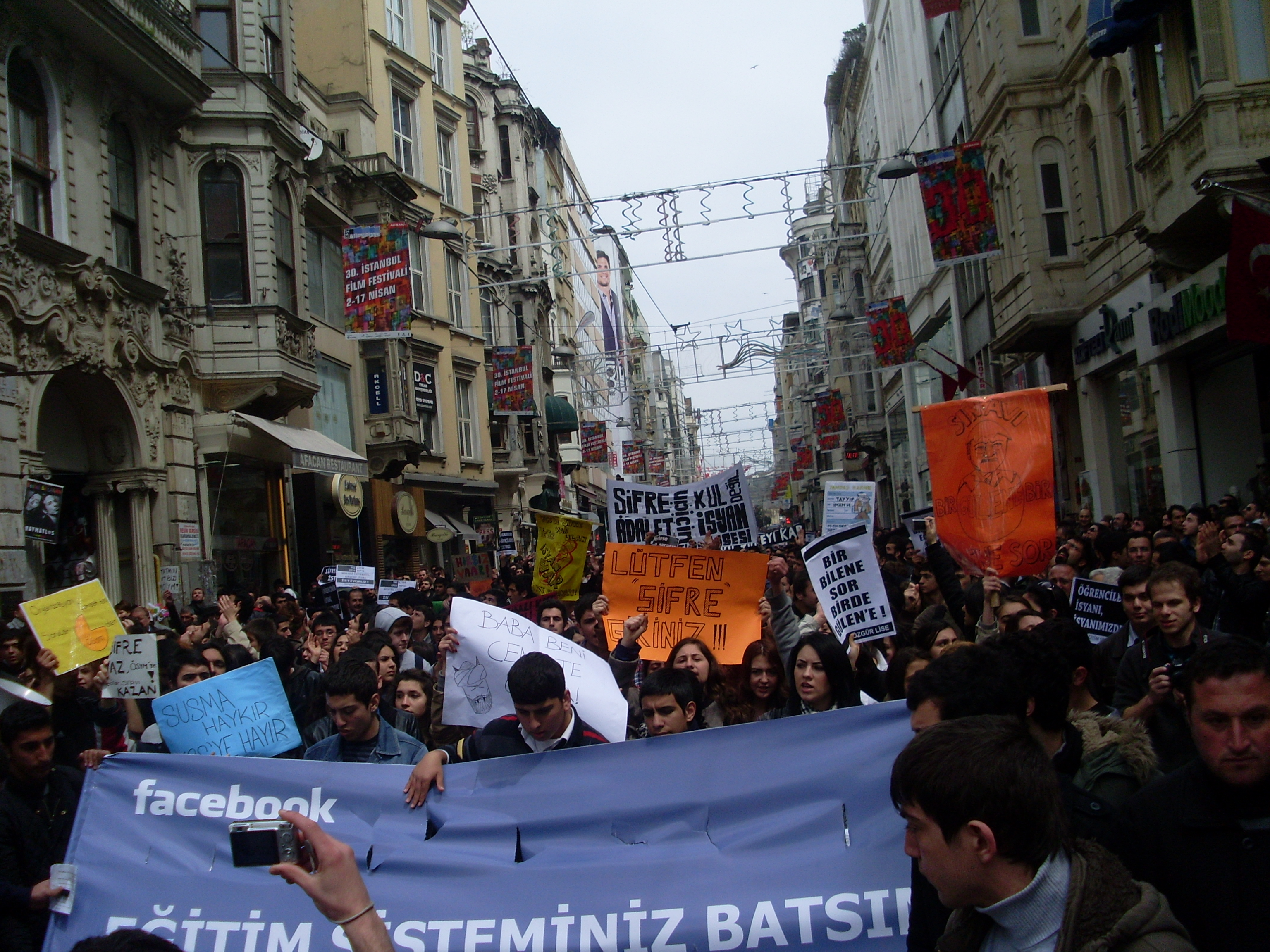
Cabecera de una manifestación estudiantil en la Avenida de İstiklal de Estambul en abril de 2011.

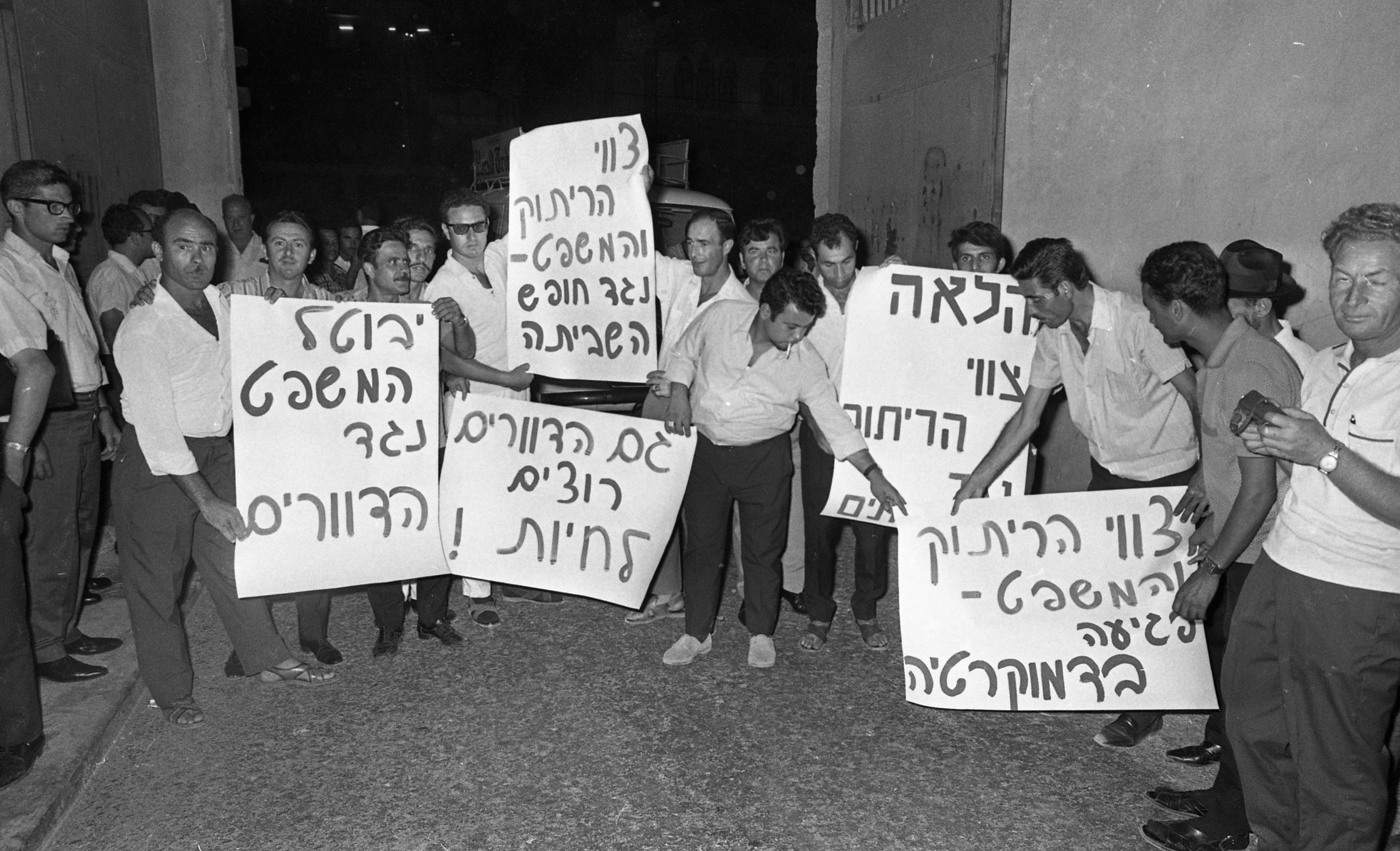
Manifestación de gremio en Israel 1969

En un estudio sobre la relación entre la calidad de las instituciones y las protestas se encontraron los siguientes resultados. Que en los países con instituciones que funcionan bien hay más tendencia a participar a través de foros institucionalizados, mientras que en los países con instituciones menos eficaces se utilizan mecanismos de participación directa tales como las protestas callejeras. Las personas más ideologizadas participan con más frecuencia en las protestas en los países con instituciones fuertes, mientras que en los países con instituciones débiles esto no tiene significancia debido al descontento generalizado. Respecto a los partidos políticos y las relaciones con las manifestaciones, ocurre lo siguiente: en los países con buenas instituciones, las personas que creen que los partidos los representan bien tienen más tendencia a participar en un partido que aquellos que piensan que un partido no los representan bien; mientras que en países con malas instituciones, las personas que creen que los partidos los representan bien tienden a participar en manifestaciones. En consecuencia, los partidos pueden elegir entre las vías institucionalizadas o canales más directos.
Además, las manifestaciones se intensifican si los jefes políticos creen que es la mejor forma de afectar las decisiones.
Por otro lado, varios teóricos consideran que para generar manifestaciones se tiene que dar una combinación de dos factores: insatisfacción con el sistema político y la alienación. Es por eso, que la mayoría de las manifestaciones se dan dentro de minorías, personas de un nivel socioeconómico más bajo o grupos oprimidos. No obstante, otros teóricos como Albert Bandura y Richard Walters, consideran que independientemente de la frustración, la creencia de que estas conductas son efectivas refuerza el ímpetu de la población por repetirlas constantemente, sobre todo, si las personas que realizan dichos movimientos pueden generar un sentimiento de identidad y pertenencia. Por ejemplo, si la manifestación está conformada por estudiantes de una universidad, es muy probable que se le unan muchos otros estudiantes de distintas universidades y que estos repitan las mismas acciones que surgieron en un grupo similar al de ellos.

## Derecho de reunión
En España, el derecho de reunión está reconocido en la Constitución Española de 1978.

1. Se reconoce el derecho de reunión pacífica y sin armas. El ejercicio de este derecho no necesitará autorización previa.

2. En los casos de reuniones en lugares de tránsito público y manifestaciones se dará comunicación previa a la autoridad, que solo podrá prohibirlas cuando existan razones fundadas de alteración del orden público, con peligro para personas o bienes.
Artículo 21, Constitución Española de 1978

En Paraguay , el derecho de la libertad de reunión y de manifestación está reconocido en la Constitución Nacional de 1992, la primera considerada realmente democrática.

Las personas tienen derecho a reunirse y a manifestarse pacíficamente, sin armas y con fines lícitos, sin necesidad de permiso, así como el derecho a no ser obligadas a participar de tales actos. La ley sólo podrá reglamentar su ejercicio en lugares de tránsito público, en horarios determinados, preservando derechos de terceros y el orden público establecido en la ley.
Artículo 32, Constitución del Paraguay.

En México, la Constitución Política de los Estados Unidos Mexicanos consagra, en su artículo 9.º, que no podrá coartarse el derecho de asociarse o reunirse pacíficamente con cualquier objeto lícito; pero solamente los ciudadanos de la república podrán hacerlo para tomar parte en los asuntos políticos del país.
Además de ser considerado un derecho, se puede clasificar la participación política en un umbral que comienza por la convencional y se extiende hasta la no convencional. Por ejemplo, la firma de peticiones y la asistencia a manifestaciones legales se encuentran dentro de los límites de la política democrática, es decir, de lado izquierdo en el umbral. Huelgas, boicots y actividades ilegales van siendo clasificadas cada vez más de lado derecho hasta llegar a los actos violentos. Dicho esto, podemos entender a las manifestaciones como una expresión legal de la política convencional consecuencia de la democracia.

## Lista de manifestaciones relevantes

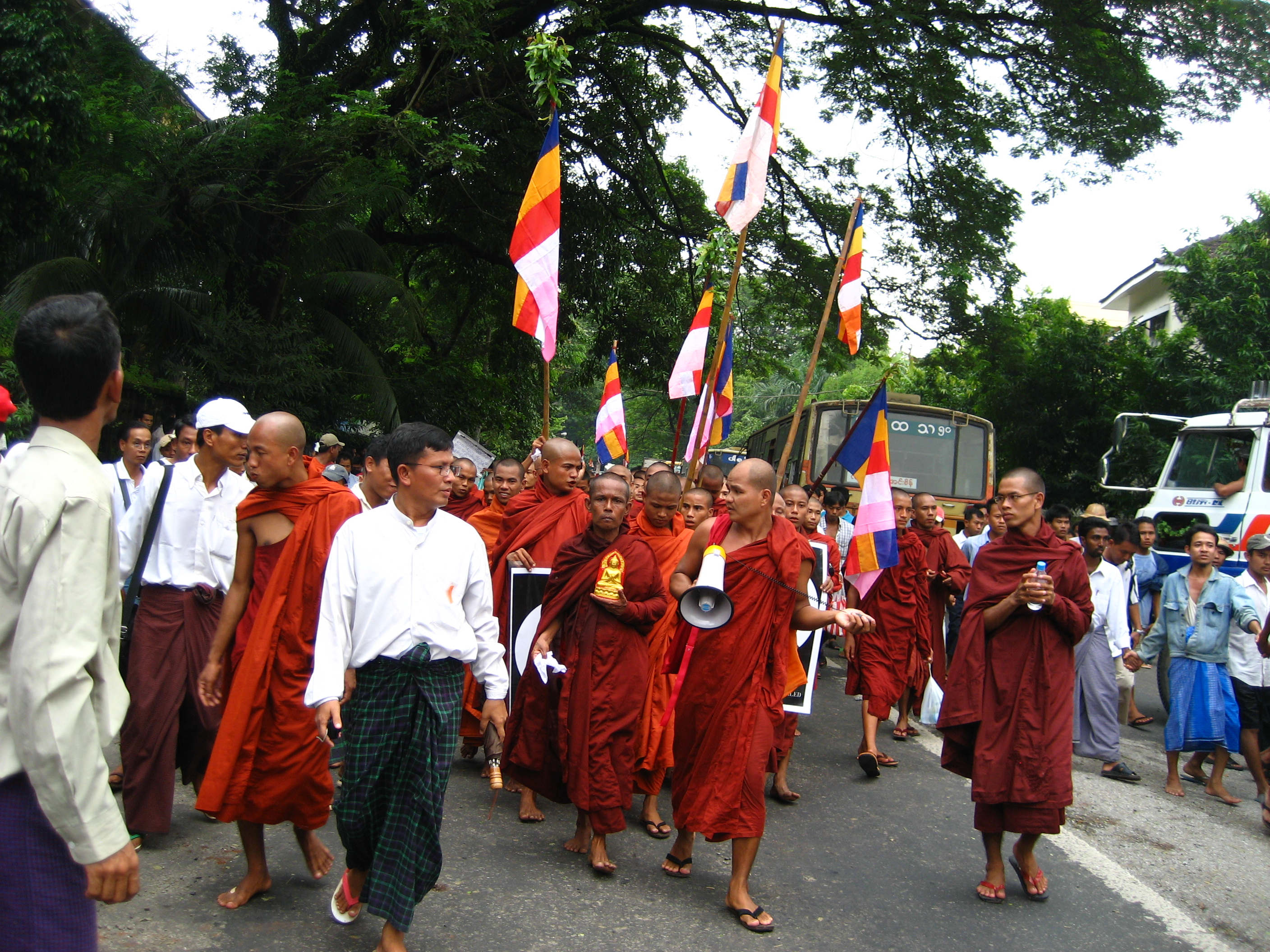
Protestas antigubernamentales en Birmania.

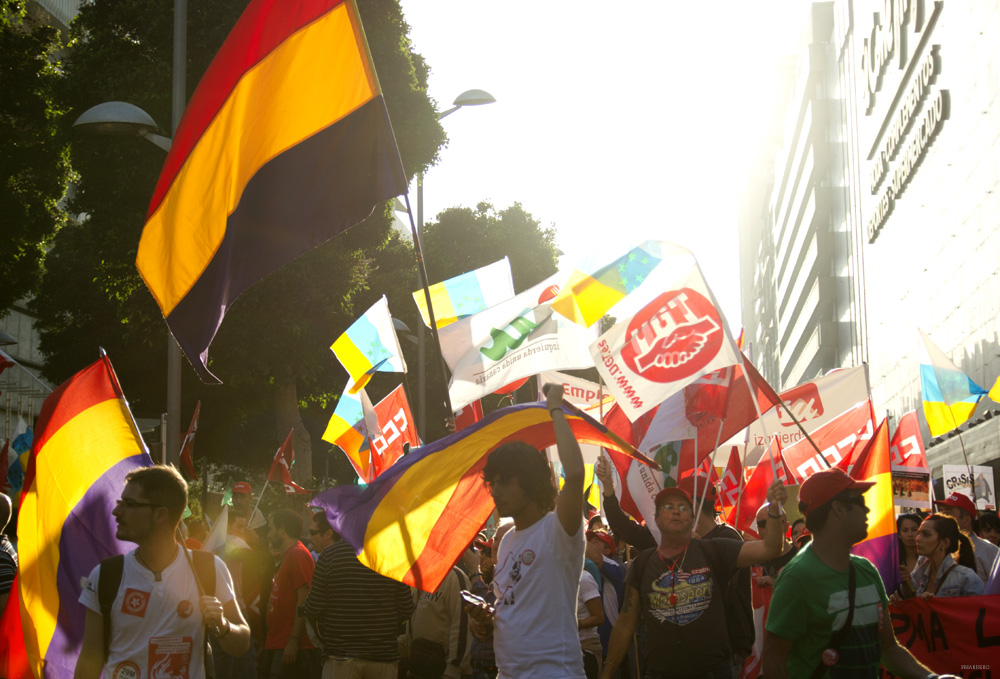
Manifestación en Las Palmas contra la Reforma Laboral.

| Motivo                                             | Fecha                      | Lugar                                   | Número aproximado de participantes | Lema principal                                                  | Ref.          |  |
| Marcha en Washington por el trabajo y la libertad  | 28 de agosto del 1963      | Washington                              | 300.000                            | Trabajo, Justicia y Paz                                         | [ 8 ]         |  |
| Mayo de 1968 en Francia                            | Mayo de 1968 en Francia    | Francia                                 | 9.000.000                          | Por un cambio político de progreso social y de democracia       | [ 9 ]         |  |
| Revolución EDSA                                    | 22 de febrero de 1986      | Filipinas                               | 2.000.000                          | No toques mi constitución                                       | -             |  |
| Revoluciones de 1989                               | 1989-1991                  | Europa Oriental                         | -                                  | Un otoño en busca de la libertad                                | -             |  |
| Manifestación de Alexanderplatz                    | 25 de noviembre de 1989    | Berlín                                  | 500,000                            | Nosotros somos el pueblo                                        | -             |  |
| Fuga de capitales                                  | 19-20 de diciembre de 2001 | Argentina                               | 700.000                            | ¡Que se vayan todos!                                            | -             |  |
| Manifestaciones mundiales contra la guerra de Irak | 15 de febrero de 2003      | Múltiples ciudades del mundo            | 36.000.000                         | No a la guerra                                                  | [ 10 ] [ 11 ] |  |
| Revolución de las Rosas                            | 3-23 de noviembre de 2003  | Georgia                                 | 50.000                             | -                                                               | [ 12 ]        |  |
| Manifestación contra los atentados del 11M         | 12 de marzo del 2004       | Diversas ciudades españolas             | 11.400.000                         | -                                                               | [ 13 ]        |  |
| Revolución Naranja                                 | 2004                       | Ucrania                                 | 1.000.000                          | ¡Gloria a Ucrania!                                              |               |  |
| Un millón de voces contra las FARC                 | 4 de febrero del 2008      | Múltiples ciudades del mundo            | 1.000.000                          | Colombia soy yo                                                 | [ 14 ]        |  |
| Protestas antigubernamentales en Birmania de 2007  | 2007                       | Birmania                                | -                                  | -                                                               | -             |  |
| Protestas políticas tailandesas de 2010            | 2010                       | Tailandia                               | 100.000                            | Frente Unido para la Democracia contra la Dictadura             | [ 15 ]        |  |
| Primavera Árabe                                    | 2010-2011                  | Oriente medio y Norte de África         | -                                  | La gente quiere la caída del régimen                            | -             |  |
| Manifestación por el cambio global                 | 15 de octubre de 2011      | Centenares de ciudades de todo el mundo | -                                  | "United for Global Change"                                      | -             |  |
| Manifestación del 12M                              | 12 de mayo de 2012         | Madrid                                  | -                                  | El pueblo es la solución                                        | -             |  |
| 8N                                                 | 8 de noviembre de 2012     | Argentina                               | 700.000                            | 8-N yo no voy                                                   | [ 16 ]        |  |
| Protestas en Brasil de 2013                        | 2013                       | Brasil                                  | 2.000.000                          | Viene a la calle                                                | [ 17 ]        |  |
| Euromaidan                                         | 2013-2014                  | Plaza de la independencia, Ucrania      | 1.000.000                          | ¡Gloria a Ucrania!                                              | [ 18 ]        |  |
| Protestas en Venezuela de 2014                     | 2014                       | Venezuela                               | 800.000                            | Venezuela libre                                                 | [ 19 ] [ 20 ] |  |
| Protestas prorrusas en Ucrania                     | 2014                       | Ucrania                                 | 100.000                            | Elecciones limpias                                              | [ 21 ]        |  |
| Manifestaciones en Ecuador de 2015                 | 2015                       | Ecuador                                 | 350.000                            | Fuera Correa, fuera                                             | [ 22 ]        |  |
| Protestas contra Donald Trump                      | 2016                       | EEUU                                    | 8.000                              | Trump no es mi presidente                                       | [ 23 ]        |  |
| Protestas en Venezuela de 2017                     | 2017                       | Venezuela                               | 6.000.000                          | No + Dictadura                                                  | [ 24 ]        |  |
| Protestas en Nicaragua de 2018                     | 19 de abril de 2018        | Nicaragua                               | -                                  | Unidos por la Libertad                                          | [ 25 ] [ 26 ] |  |
| Protestas en Venezuela de 2019                     | 2019-2020                  | Venezuela                               | 4.500.000                          | Cese a la usurpación, gobierno de transición, elecciones libres | [ 27 ]        |  |
| La marcha más grande de Chile                      | 25 de octubre de 2019      | Santiago, Chile                         | 1.200.000                          | Chile despertó                                                  | [ 28 ]        |  |
| Protestas en Colombia de 2021                      | 28 de abril de 2021        | Bogotá y Cali, Colombia                 | -                                  | Nos están matando                                               | -             |  |
| Protestas en Cuba de 2021                          | 2021                       | Cuba                                    | -                                  | Patria y vida                                                   | [ 29 ]        |  |
| Protestas en Venezuela de 2024                     | 2024                       | Venezuela                               | -                                  | ¡Venezuela ganó!                                                | [ 30 ]        |  |
| Protestas en Georgia de 2024-presente              | 2024-205                   | Georgia                                 | 200.000                            | ¡Georgia es Europa!                                             | [ 31 ]        |  |
| Protestas en Venezuela de 2025                     | 2025                       | Venezuela                               | -                                  | Gloría al Bravo Pueblo                                          | [ 1 ]         |  |
| Protestas en Eslovaquia de 2025                    | 2025                       | Eslovaquia                              | 130.000                            | ¡Eslovaquia es Europa!                                          | [ 32 ]        |  |
| Protestas en Turquía de 2025                       | 2025                       | Turquía                                 | 2.000.000                          | -                                                               | [ 33 ]        |  |

- Además, el 1 de mayo, día del trabajador, hay manifestaciones sindicales en muchos países (no en EE. UU., donde no se celebra).